# 忍者飛翔
『忍者飛翔』（にんじゃひしょう）は和田慎二の漫画作品。
白泉社『花とゆめ』、『別冊花とゆめ』、後にメディアファクトリー『月刊コミックフラッパー』で執筆されたシリーズもの。現在、メディアファクトリーから出版されている。
〜絆の章〜収録のメイキングオブ忍者飛翔においては、〜絆の章〜にて第一部完結であり、ラストシーンへ向けての続編である第二部の構想を持っていることが語られていたが、作者である和田の死去により実現しなかった。
旧家・伍堂家の一人娘の乳母であった亡き母の遺言にしたがい、真琴を守り続ける謎の忍者「飛翔」の物語。また、和田の代表作『スケバン刑事』を原作としたテレビドラマシリーズ第3作『スケバン刑事III 少女忍法帖伝奇』には、本作の要素も取り入れられている。 

## 主な登場人物
ね太郎／忍者・飛翔（にんじゃ・ひしょう）
本作主人公。17歳。伍堂家に仕える使用人にして、真琴を守る使命を帯びた凄腕（作中では日本一と称されている）の忍者。人間の能力を遥かに越えた身体能力を持ち、並みの忍者では到底太刀打ちできない強さを誇るが、それらをいつどこで習得したのかは謎。
幼い頃、母・八重に連れられて伍堂家を出たが、八重が亡くなったため伍堂家に再び身を寄せる。普段は冴えない使用人「ね太郎」として、真琴や他の使用人たちにどやされながらも働いている（主に庭の手入れや真琴の世話）。また真琴の背中を流すなど、彼女の裸を見ることを唯一許されている。八重に「物質には必ず“目”があり、そこを狙えば力を入れずとも壊すことが出来る」と教わったとのことで、カナヅチで薪を割ることができる。本人曰く「タマゴを割るのに役に立つ」だが、その理屈で爆薬の手配が出来なくなった「ビルの解体作業」をこなしており、真琴の父親からかなりの報酬をもらっている（結果的に爆薬を使わずに済んだ分の金を払った）。
真琴の身に危険が迫ると、忍者「飛翔」の姿をとって真琴を守り抜く。なお、ね太郎は前髪が顔の半分を覆っており、飛翔は頭巾で鼻から下が隠れているため、彼の顔の全容が明らかになったことは無い（1度だけ片目が前髪から透けて見えたことはあるが、真琴はその顔を見ていない。また、真琴がね太郎の前髪をかき上げたときは真琴の友人が彼に変顔をさせていた）。
作中において、飛翔の正体が実はね太郎であるということを読者が容易に把握できる描写は多々あるが、「ね太郎＝飛翔」とする直接的な描写はない。
飛翔は、和田慎二の別作品「怪盗アマリリス」の番外編である「アルカディア作戦」にも登場している。このときも真琴を人質に取られる形で作戦に参加している。
伍堂 真琴（ごどう まこと）
本作ヒロイン。女子高に通う16歳（高校2年生）。
旧家・伍堂家の一人娘だが、お転婆で気が強く、およそお嬢様らしくない性格。生まれてすぐに実母を亡くし、八重に育てられたため、ね太郎とは乳兄妹。家柄の所為か何かと事件に巻き込まれ、そのたびに飛翔に助けられている（作者曰く「巻き込まれ体質」）。ね太郎に想いを寄せる一方、飛翔にも心惹かれているが、ふたりが同一人物であることは知らない。
八重（やえ）
ね太郎の母で真琴の乳母。真琴は「ばあや」と呼んで慕っていた。劇中では故人であり、回想でしか登場しない。ね太郎に真琴を守るよう遺言して亡くなる。
スズメバチ／虎王丸（こおうまる）
総家に個人的に仕える一匹狼の忍者。その名の通りスズメバチを自在に操る。妖刀・村正から打ち分けられた村雨丸と水晶丸を再び１つに戻そうと画策し、真琴から与えられた村雨丸を持つ飛翔に事あるごとにちょっかいを出してくる。経緯は不明だが、水晶丸を持っている。飛翔が「くれてやるから、もう関わるな」と村雨丸を渡した際に逆に水晶丸を預けている。
総家
真琴の祖母。本家(真琴の家)・分家からなる伍堂一族を束ねる。本家とは別に居を構えている。

## 初出リスト
- 「忍者飛翔〜桜の章〜」所収
  - 『忍者飛翔（第1話）』花とゆめ 1980年12号
  - 『忍者飛翔（第2話）』花とゆめ 1980年13号
  - 『忍者飛翔（第3話）』花とゆめ 1980年14号
  - 『地蟲』コミコミ 1985年12月号
  - 『木霊』デュオ 1983年5月号
- 「忍者飛翔〜風の章〜」所収
  - 『生き人形（前編）』別冊花とゆめ 1994年1号
  - 『生き人形（後編）』別冊花とゆめ 1994年2号
  - 『鏡姫（前編）』別冊花とゆめ 1994年8号
  - 『鏡姫（後編）』別冊花とゆめ 1994年9号
  - 『紫（ゆかり）』別冊花とゆめ 1991年12月号
- 「忍者飛翔〜雪の章〜」所収
  - 『雀蜂 （前編）』コミックフラッパー 2002年3月号
  - 『雀蜂 （後編）』コミックフラッパー 2002年4月号
  - 『影水晶』別冊花とゆめ 1996年6月号
  - 『幽霊兵団 （前編）』別冊花とゆめ 1997年4月号
  - 『幽霊兵団 （後編）』別冊花とゆめ 1997年5月号
- 「忍者飛翔〜塔の章〜」所収
  - 『曼珠沙華』コミックフラッパー 2004年11月号
  - 『雀蜂ふたたび』コミックフラッパー 2004年12月号
  - 『一条の姫』コミックフラッパー 2005年1月号
  - 『姫とね太郎』コミックフラッパー 2005年2月号
  - 『炎の姫』コミックフラッパー 2005年3月号
  - 『塔の雨』コミックフラッパー 2005年5月号
  - 『雷鳴』コミックフラッパー 2005年6月号
- 「忍者飛翔〜絆の章〜」所収
  - 『飛翔とね太郎』コミックフラッパー 2005年8月号
  - 『飛翔とね太郎2』コミックフラッパー 2005年9月号
  - 『飛翔とね太郎3』コミックフラッパー 2005年10月号
  - 『飛翔とね太郎4』コミックフラッパー 2005年11月号
  - 『飛翔とね太郎5』コミックフラッパー 2008年12月号
  - 『プラス2』コミックフラッパー 2005年7月号